# Castelló de Rugat (kommun)
Castelló de Rugat är en kommun i Spanien.   Den ligger i provinsen Província de València och regionen Valencia, i den östra delen av landet, 300 km sydost om huvudstaden Madrid. Antalet invånare är 2 326. Arean är 19,1 kvadratkilometer. Castelló de Rugat gränsar till Aielo de Rugat och Lorcha. 
Terrängen i Castelló de Rugat är platt åt nordväst, men åt sydost är den kuperad.